# Matnakash

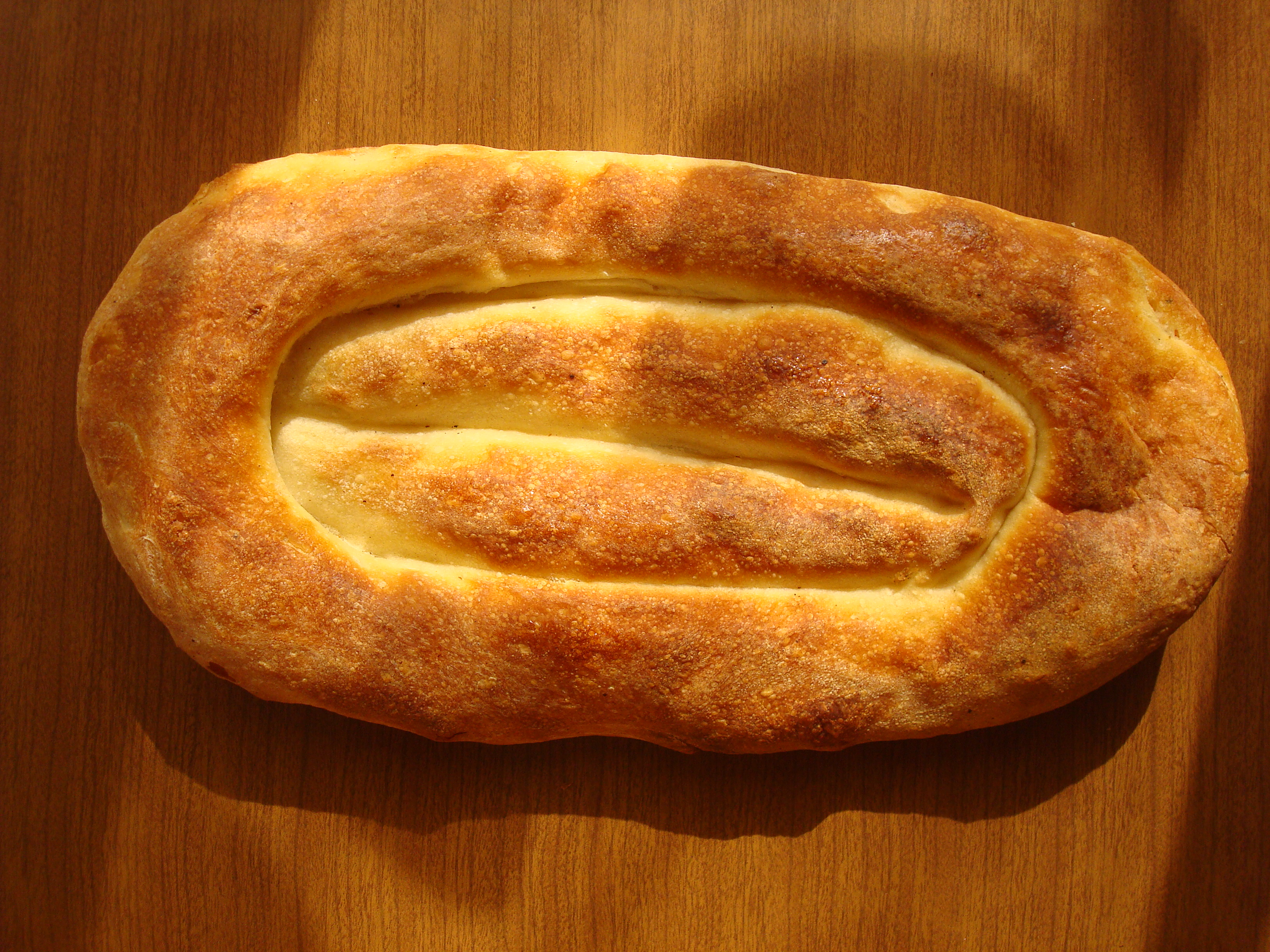
Ein Matnakash in der typischen Form

Matnakash (armenisch Մատնաքաշ Matnakasch) ist ein traditionelles armenisches Brot aus Weizenmehl. Die wörtliche Übersetzung des Begriffs bedeutet etwa durch Finger gezogen.

## Zutaten und Zubereitung
Der Teig auf Basis von Weizenmehl wird mit Backhefe angesetzt. Sauerteig ist dazu das Triebmittel. Vor dem Backen wird die typische ovale Form mit den Fingern geformt.

## Geschichte
In den 1930er-Jahren wurde Matnakash durch die Sowjetunion popularisiert. Ziel war die Etablierung eines „modernen Brotes“, passend zum „modernen Zeitalter des Kommunismus“. Die typische Form wurde durch entsprechend der Sowjet-Ideologie neu interpretiert: Die typische Oberfläche stelle einen bearbeiteten Acker dar. Durch die armenische Diaspora erfuhr Matnakash internationale Verbreitung.